# Страховой продукт
Страховой продукт как результат целесообразной деятельности людей представляет собой определённый объём материальных благ, выделенный из страхового фонда с целью компенсации ущерба от уже произошедшего страхового случая либо с целью проведения превентивных мероприятий в отношении застрахованных рисков.
В современной российской практике страховщики обычно понимают под страховым продуктом конечный результат разработки конкретного вида страхования, представленный набором документов . Иногда сотрудники страховых компаний под страховым продуктом понимают также форму конкретизации условий страхования для конкретного сегмента страхователей, то есть подвид страхования.
В отечественных публикациях результат деятельности страховщиков нередко называют страховой услугой. Действительно, иногда вместо страховой выплаты страховщик предоставляет застрахованному (выгодоприобретателю) определённые услуги (например, в медицинском страховании, при страховании автомобиля). Однако и здесь страховой продукт представлен определённым объёмом денежных средств, которые страховщик затрачивает на оплату предоставляемых страхователю услуг.

Понятие «страховой продукт» более полно характеризует объект, являющийся результатом страховой деятельности. В ряде случаев страховой продукт может иметь для страхователя вид страховой услуги.
Страховой продукт может создаваться в нетоварной форме и в товарной форме. Если субъект хозяйствования создает страховой продукт для себя, то страховой продукт создаётся в нетоварной форме. Такая ситуация имеет место при создании страхового продукта методом самострахования. Если субъект хозяйствования создает страховой продукт для других субъектов хозяйствования, которые вносят плату за страховой продукт в виде страховой премии (страхового взноса), то имеет место создание страхового продукта в товарной форме.

При создании страхового продукта в товарной форме он предстаёт как продукт деятельности страховой организации (страховщика), представляющий собой часть страхового фонда, которая поступает к застрахованному или выгодоприобретателю в денежной форме в виде страховой выплаты или в натуральной форме – в виде услуги, оплаченной за счёт средств, выделенных из страхового фонда (например, в медицинском страховании), либо в виде превентивных мероприятий по застрахованному риску.

## Методы создания страховых продуктов
Методы создания страховых продуктов - это отношения, которые определяют, каким именно образом будет формироваться фонд материальных благ, предназначенный для использования в качестве страхового фонда, и каким образом будет происходить выделение из него конкретных страховых продуктов. Эти методы формируются на основании договорённостей между физическими и/или юридическими лицами. Договорённости формализуются в соответствующих документах (договор страхования, устав взаимной страховой организации).

В результате анализа процессов создания страховых продуктов, проведённого на основе единства логического и исторического, выявлено, что данные процессы различаются, прежде всего, возможностью и способом участия страхователей в создании страховых продуктов и формировании прав на владение этими продуктами.
Критериями выделения методов создания страховых продуктов являются возможность участия страхователей в создании страховых продуктов и способ участия страхователей в создании страховых продуктов. На основании данных критериев выделены три метода создания страховых продуктов, которые были выработаны в процессе исторического развития.

### Самострахование
При создании страховых продуктов методом самострахования страхователь сам создаёт страховой продукт для собственного использования за счёт своих личных материальных ресурсов (одновременно выступает в роли страховщика); он является единоличным владельцем страхового фонда.

### Взаимное страхование
При создании страховых продуктов методом взаимного страхования каждый страхователь как член страхового сообщества совместно с другими членами является совладельцем страхового фонда, в связи с чем он или застрахованное им лицо имеет право на получение необходимого ему страхового продукта.
Совладение страховым фондом обусловливает 
- - соучастие в формировании страхового фонда;
- - управление и распоряжение этим фондом совместно с другими членами данного сообщества страхователей;
- - обязанности несения солидарной ответственности по страховым обязательствам, принятым на себя сообществом страхователей.

### Коммерческое страхование
При создании страховых продуктов методом коммерческого страхования каждый страхователь покупает страховой продукт у специализированной страховой организации, уплачивая ей страховую премию. При этом он не принимает участия в создании страхового продукта. Страхователь не имеет прав собственности на страховой фонд и не несёт ответственности за его использование. Страховой фонд является собственностью страховщика. Все права, обязанности и ответственность, связанные с процессом создания страховых продуктов, лежат на страховщике.

## Примечание
1. ↑  Страховой бизнес: Словарь-справочник / Сост. Р.Т.Юлдашев. – М.: Анкил, 2005. – 832 с. – ISBN 5-86476-159-1. Дата обращения: 1 марта 2012. Архивировано 10 марта 2016 года.